# Robert Rompre
Robert Edward "Bob" Rompre, född 11 april 1929 i International Falls i Minnesota, död 13 september 2010 i Sun Prairie i Wisconsin, var en amerikansk ishockeyspelare.
Rompre blev olympisk silvermedaljör i ishockey vid vinterspelen 1952 i Oslo.